# 巴里贾蒂
巴里贾蒂（Barijhati），是印度西孟加拉邦Hugli县的一个城镇。总人口6400（2001年）。

## 人口
该地2001年总人口6400人，其中男性3280人，女性3120人；0—6岁人口568人，其中男273人，女295人；识字率79.67%，其中男性为83.57%，女性为75.58%。